# Lamb (banda)

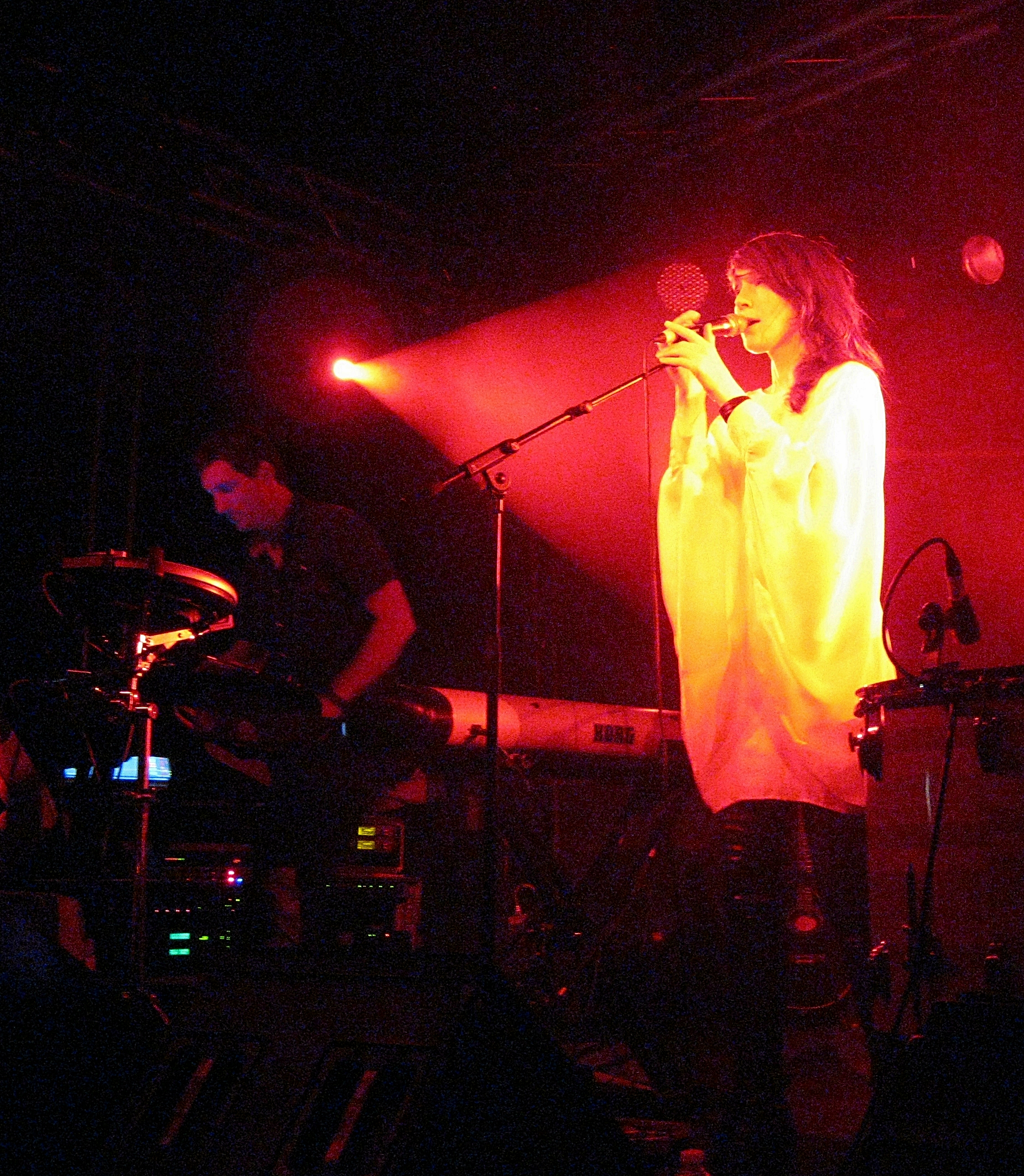
Lamb se apresentando, em 2012.

Lamb é uma banda britânica. Seu álbum What Sound atingiu a posição 9 em Portugal.